# 나주금천중학교
나주금천중학교(羅州金川中學校)는 대한민국 전라남도 나주시 빛가람동에 있는 공립 중학교이다.

## 학교 연혁
- 1946년 2월 6일 : 나주 원예중학교 인가
- 1947년 10월 10일 : 호남원예 고급중학교 6년제 인가
- 1947년 10월 10일 : 초대 양봉화 교장 취임
- 1951년 8월 31일 : 나주금천중학교 분리 인가
- 1957년 2월 7일 : 교지 이전(영산로 5691)
- 2017년 3월 1일 : 현재 교지로 이설(호수로 133)
- 2024년 9월 1일 : 제30대 박주실 교장 부임
- 2025년 1월 8일 : 제75회 147명 졸업(총 졸업생수 11,576명)
- 2025년 3월 4일 : 신입생 220명 입학

## 참고 자료
- 나주금천중학교 - 한국교육학술정보원 학교알리미